# Rupiforficula
Rupiforficula – wymarły rodzaj owadów z rzędu skorków i podrzędu Neodermaptera, obejmujący tylko trzy znane gatunki.
Dwa gatunki z zaliczane obecnie do tego rodzaju zostały opisane w 1890 roku przez Samuela Hubbarda Scuddera. Trzeci gatunek opisał w 1984 roku F.M. Brown. Opisów wszystkich z nich dokonano na podstawie skamieniałości znalezionych w Florissant w Kolorado (Stany Zjednoczone) i pochodzących z przełomu eocenu i oligocenu. Wszystkie zaklasyfikowane zostały pierwotnie do rodzaju Labiduromma. W 2010 roku Stylianos Chatzimanolis i Michael Engel dokonali rewizji rodzaju Labiduromma, wydzielając te gatunki do rodzaju Rupiforficula. Nazwa rodzajowa jest połączeniem łacińskich słów rupes („skała”) i forficula („małe szczypce” oraz nazwa rodzajowa skorka Forficula). Do zaliczanych doń gatunków należą:
- Rupiforficula inferna (Scudder, 1890)
- Rupiforficula labens (Scudder, 1890)
- Rupiforficula scudderi (Brown, 1984)

Owad ten miał wyraźnie zwężające się ku przodowi, trapezowate przedplecze. Pokrywy (tegminy) były mniej więcej dwukrotnie dłuższe niż szerokie, o stosunkowo prostych krawędziach bocznych i tylnych. Wydłużony odwłok miał boki prawie równoległe na odcinku nasadowym, a dalej aż do wierzchołka wypukłe. Długość ostatniego z jego tergitów była większa od szerokości i nieco mniejsza lub prawie równa długości tergitu przedostatniego. Małe pygidium było tępo zaokrąglone. Przekształcone w szczypce przysadki odwłokowe miały ramiona niezbyt daleko od siebie osadzone, symetryczne, wydłużone, długości co najmniej ¾ odwłoka, niepiłkowane i bezzębne, prawie na całej długości proste, tylko u części gatunków z zakrzywionymi do wewnątrz wierzchołkami.